# Lennart Olsson (arkitekt)
Stig Lennart Olsson född 10 december 1926 i Göteborg, död där 19 september 2008, var en svensk arkitekt.
Olsson utexaminerades från tekniskt gymnasium 1946 och från Chalmers tekniska högskola 1954. Han var arkitekt hos Bo Boustedt och Hans-Erland Heineman 1954–1959, blev biträdande arkitekt på stadsarkitektkontoret i Borås stad 1960 och var arkitekt på Sjuhäradsbygdens arkitektkontor från 1962. Han bedrev egen arkitektverksamhet och var stadsarkitekt i Svenljunga köping samt byggnadskonsulent i Högvads och Åsundens landskommuner.